# II. Miklós orosz cár
II. Miklós vagy II. Nyikolaj (oroszul: Николай II), teljes nevén Nyikolaj Alekszandrovics Romanov (oroszul: Николай Александрович Романов; Szentpétervár, 1868. május 8. – Jekatyerinburg, 1918. július 17.), a Holstein–Gottorp–Romanov-házból származó orosz nagyherceg, aki 1894 és 1917 között az Orosz Birodalom utolsó cárja, hivatalos uralkodói címe szerint egész Oroszország császára (Императоръ Всероссійскій - Imperator Vszerosszijszkij), valamint lengyel király és finn nagyherceg. A februári forradalom hatására 1917-ben lemondott a trónról, és ezzel Oroszországban megszűnt a monarchia. 1918-ban a bolsevikok kivégezték családjával együtt Jekatyerinburgban. 2000. augusztus 14-én az orosz ortodox egyház szentté avatta őt és családját.

## Családja és fiatalkora
II. Miklós édesapja III. Sándor, édesanyja Marija Fjodorovna cárné (eredetileg Dagmar dán királyi hercegnő) volt. Édesanyja révén szoros rokonságban állt az angol királyi családdal (Marija Fjodorovna nővére, Alexandra angol királyné lett, fia, V. György így Miklós unokatestvére volt, innen az óriási hasonlóság kettejük között).
„Isten fiúval ajándékozott meg minket, akinek a Nyikolaj nevet adtuk a keresztségben. Az örömünk leírhatatlan.” – emlékezett III. Sándor fia születésére. Amikor Miklós világra jött, édesapja még csak trónörökös volt, így nagybátyjainak nem kellett felesküdniük rá, mivel ez az eskütétel csak a cárevicsek kiváltsága volt.
Miklós félénk, visszahúzódó ember volt, aki utálta a nyilvánosságot. Cárevicsként kötelességtudóan részt vett a minisztertanács ülésein és elnökölt az éhínség megszüntetésére létrehozott bizottságban, de legszívesebben a szabadban barkácsolt. 1890 és 1891 között európai és kelet-ázsiai körútja során egy elmebeteg japán rendőr merényletet kísérelt meg ellene; emiatt erős ellenszenv ébredt benne a japánok iránt.

A nagyherceg egyik tanítómestere Pobedonoszcev, a Szent Szinódus egyik főügyésze volt. A nevelő (ahogy Miklós is) azon a véleményen volt, hogy az egyeduralom Isten elrendelése, és csak ezzel lehet működőképes egy akkora birodalom, mint Oroszország. Miklós katonai képzése 1884-ben kezdődött meg, amikor a cári testőrséghez küldték. Később a Preobrazsenszkij gárda, valamint a huszártestőrség tagja lett.
Miklósnak a szülei Ilona orléans-i hercegnőt akarták feleségként, ámde Miklós nem őt, hanem Alix hesseni hercegnőt szerette. Bár Miklós szülei ellenezték a házasságot, III. Sándor fia boldogságára való tekintettel beleegyezett a frigybe.

## Uralkodása

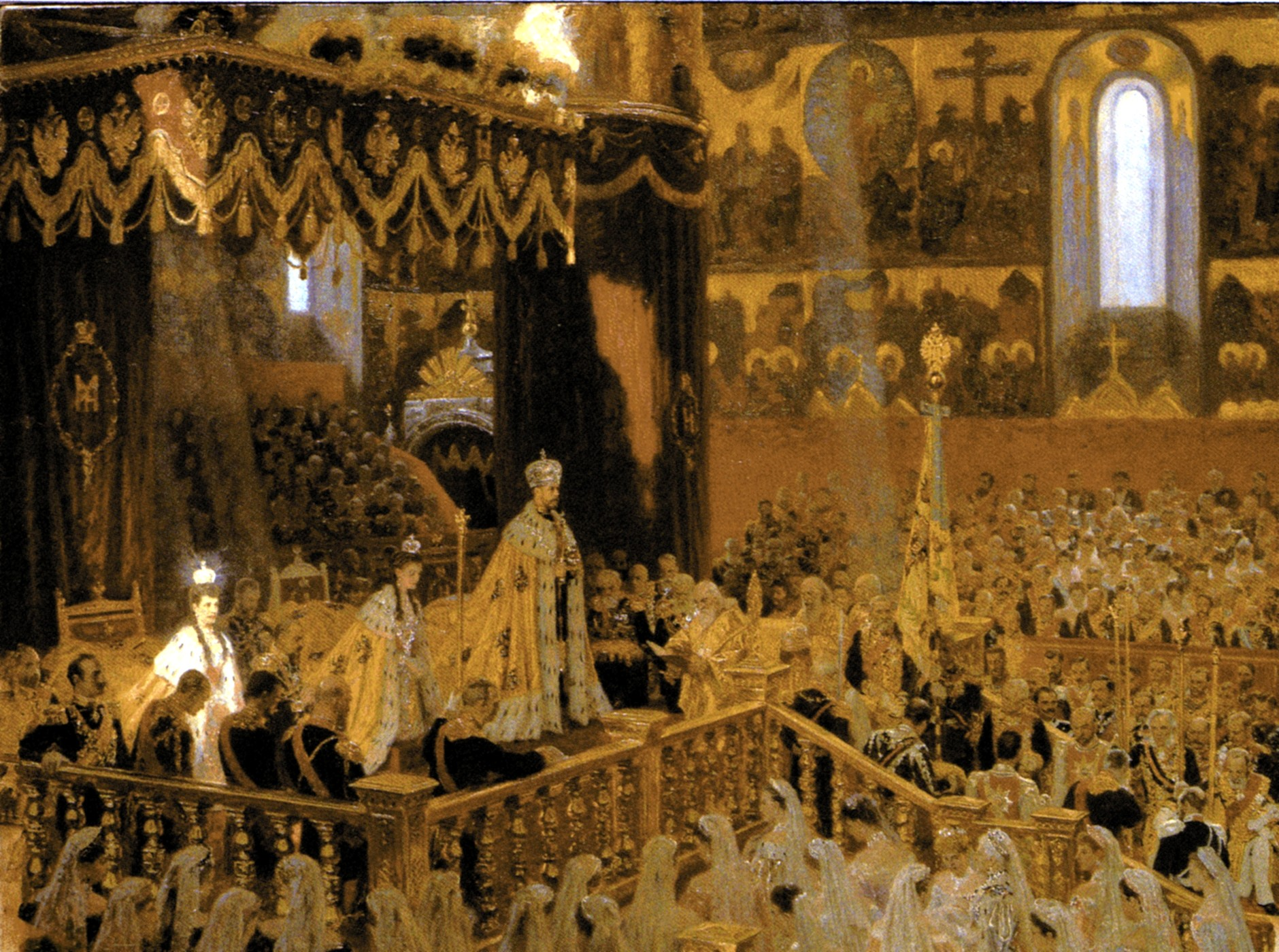
Miklós és Alekszandra Fjodorovna koronázása a Kremlben, 1896-ban

Miklós 1896. május 26-ai koronázását szörnyű tragédia árnyékolta be. A Moszkva melletti Hodinka-mezőn az ajándékokra váró sok ezer ember halálra taposta egymást.
A cár mindennap lelkiismeretesen kihallgatta a minisztereit, és nemegyszer saját kezűleg írta meg a leveleit. Legtöbb minisztere udvariasnak, ámde nagyon határozatlannak tartotta őt.
Az uralkodó a szláv kultúra híve volt, elítélte a nyugatiasodást. Szentpétervár helyett sokkal jobban szerette Moszkvát, mert szerinte a főváros a bürokraták és az árulásra hajlamosak fészke volt.
A cár 1897-ben elrendelte az első népszámlálást Oroszországban, 1898-ban kiadta a „Békehatározatot”, amely egy nemzetközi megegyezés révén megvalósuló fegyverleszerelési indítvány volt. A közvélemény hangos tetszésnyilvánítással fogadta az ötletet, de az 1899-es, illetve 1907-es hágai békekonferencián az országok vezetőinek nem sikerült megállapodásra jutniuk.
Miklós pénzügyminisztere, Szergej Juljevics Witte az ipar fejlődését sürgette. Nagy erőfeszítéseket tett a rubel árfolyamának megerősítésére és a külföldi befektetők becsalogatására az országba. Támogatta a transzszibériai vasútvonal továbbépítését is.
A századforduló környékén az orosz gazdaság válsága miatt tömeges munkanélküliség volt jellemző. A nyomorgások hatására alakult meg 1898-ban az „Oroszországi Szociáldemokrata Munkáspárt”, az OSZDMP, 1901-ben pedig a parasztforradalom hívői fogtak össze. Az OSZDMP 1903-ban két részre szakadt: a bolsevikokra és a mensevikekre.
1895-ben Miklós kinyilvánította azt a szándékát, hogy nem akarja megosztani egyeduralmát, válaszul arra, hogy a „Felszabadulás Szövetsége” nevű mozgalom egy politikai hatalommal felruházandó szervezet, a „duma” (parlament) megalakítására tett javaslatot.

### Orosz–japán háború
Miklós megpróbált jó kapcsolatot teremteni unokafivérével, II. Vilmos német császárral, aki távol-keleti terjeszkedésre biztatta a cárt. Az 1890-es években az orosz seregek fokozatosan behatoltak Mandzsúriába és a Liaotung-félszigetre, már Korea elfoglalását is fontolgatták. Ezek a terjeszkedések nem tetszettek Japánnak, a két ország viszonya mind ellenségesebbé vált.
Japán felajánlotta, hogy Mandzsúriát osszák meg, de ezt az ajánlatot Miklós elutasította, így elkerülhetetlenné vált a háború. 1904. február 8-án és 9-én a japánok meglepetésszerűen megtámadták a csendes-óceáni orosz hadiflottát, súlyos veszteséget okozva az oroszoknak.
1904 októberében a cár utasította a Balti-tengeren állomásozó flottát, hogy vonuljon a Csendes-óceánra. A hajók hét hónappal később, 1905. május 27-én érkeztek meg a Japánt és Koreát elválasztó Csuzimai-szoroshoz. Az orosz flotta a rövid csatában teljesen megsemmisült. A vereség hatására az orosz kormány kénytelen volt tárgyalni a japánokkal. A szeptember 5-én aláírt megállapodás szerint Oroszországnak ki kellett vonnia seregeit Mandzsúriából, Port Arthurból és Szahalin déli részéből, továbbá szabad kezet kellett adnia a japánoknak Koreában.

### Az 1905-ös forradalom
A háború csak tovább rontott Oroszország amúgy is gyenge gazdasági helyzetén. Általánossá vált a munkanélküliség, az éhínség, a szegényes lakásviszonyok. A munkásmozgalmak visszaszorítása céljából szakszervezeteket hoztak létre. Szentpéterváron egy ilyen szakszervezet vezetésével egy pópát, Gapon atyát bízták meg. 1905. január 9-én a munkások a Téli Palota elé vonultak, hogy békésen kérjék a cárt a munkások nyomorának enyhítésére. A rendőrség és a katonaság azonban a tömegbe lőtt, fegyvertelen emberek százait ölve meg. Bár a cár nem tartózkodott akkor a fővárosban, így nem lehetett felelőssé tenni a történtekért, a legtöbben mégis neki tulajdonítják a „szentpétervári véres vasárnap” eseményeit.
Az idő előrehaladtával egyre szaporodtak a lázadások, a tüntetések és a sztrájkok. A Patyomkin páncéloshajó legénységének lázadása meggyőzte a hatóságokat arról, hogy a zavargások leveréséhez katonai erőre van szükség. A Pavel Miljukov elnökletével megalakult „Szövetségek Szövetsége”, a szakmai szervezetek képviselőinek gyűlése egyre hangosabban követelte a parlamentet. Miklós 1905. augusztus 6-án felajánlotta, hogy felállít egy „tisztán tanácskozó dumát”, de a szövetség ezt elutasította alkalmatlanságra hivatkozva.
Októberben az ipart és a vasúti közlekedést is általános sztrájk bénította meg. Szentpéterváron a munkások tüntetésének vezetésére szovjet (tanács) alakult. Witte megmondta Miklósnak, hogy vagy alkotmányos engedményeket vezet be, vagy katonai diktatúrát. A cár unokafivére, Nyikolaj nagyherceg tanácsára az előbbit választotta.
Miklós szabad kezet adott Wittének a miniszterek választására, majd kiadta az októberi kiáltványt, amelyben egy választott törvényhozó duma összehívását ígérte. A parlament kilátásba helyezése véget vetett a zavargásoknak.

### A dumák

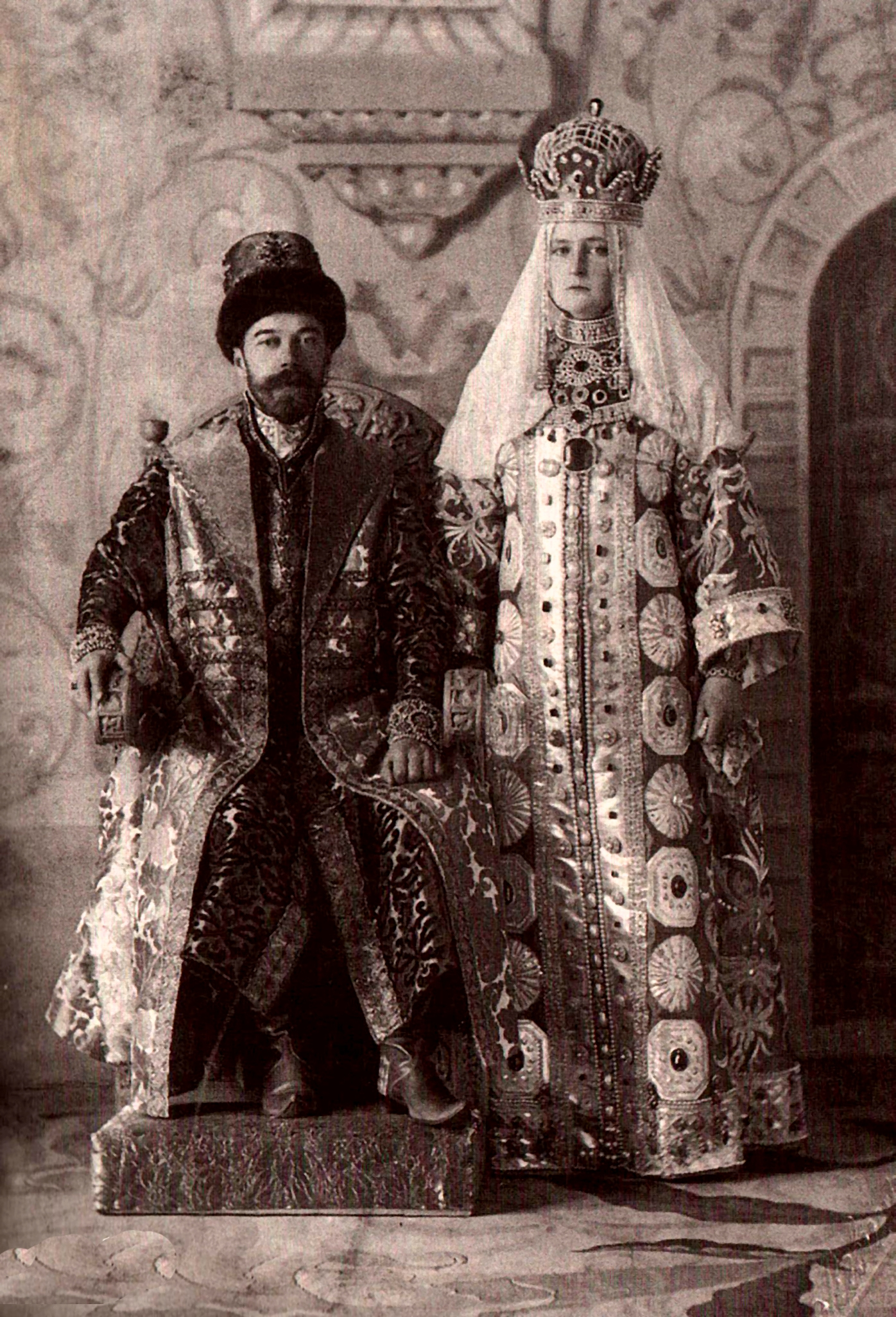
Miklós és Alekszandra hagyományos orosz ruhában 1903-ban, a híres Kosztümös Bál alkalmával

Az 1906. április 23-án elfogadott alaptörvények értelmében a cár joga volt a hadüzenet küldése, a békekötés és a duma feloszlatása. Ezenkívül ő nevezhette ki a minisztereket, akik csak neki tartoztak felelősséggel. A duma hatalma csökkent azáltal, hogy létrehozták az Államtanácsot, egy vétójoggal rendelkező felsőházat, melynek tagjait többségükben szintúgy a cár választotta. És a legfontosabb jog, az alaptörvények megváltoztatásának joga is az uralkodót illette meg.
1906 áprilisában Miklós menesztette tisztségéből Wittét, és helyére az idős Ivan Goremikint állította. Goremikin erősen monarchista ember volt, aki ellenállt az I. duma követelésének, amelyben szép számmal voltak az alkotmányos monarchia hívei.
Az I. dumát két hónappal a megalakulása után, 1906 júliusában már fel is oszlatták. A II. duma sem bizonyult hosszabb életűnek: ez 1907 júniusában oszlott fel. A II. duma feloszlása után megváltoztatták a választási törvényeket: a parasztok és a munkások szavazatainak súlya csökkent, helyette a földbirtokosoké nőtt meg. A III. dumában így a konzervatívok jutottak nagy szerephez, és ez a parlament már az egész ciklust (1907–1912) kitölthette. Az 1912-ben megválasztott IV. duma összetétele hasonló volt.

### Reformok
1906 júliusában új miniszterelnök került a kormány élére, Pjotr Arkagyjevics Sztolipin, korábbi belügyminiszter személyében. Sztolipin az 1905-ös forradalmak alatt tanúsított kemény fellépéséről volt híres, olyannyira, hogy a hóhér kötelét „Sztolipin-nyakkendőnek” nevezték.
Sztolipin úgy gondolta, a monarchia fennmaradásának záloga a társadalmi és gazdasági fejlődés. Wittével ellentétben ő nem az ipar, hanem az élelmiszer-ellátás fejlődését tartotta fontosnak. A magas adók szerinte akadályozták a mezőgazdaság modernizálását, így eltörölte a megváltási díjat, amit a parasztoknak kellett fizetniük, ha magángazdaságként akarták művelni a földjüket. Sztolipin úgy képzelte, hogy az ily módon jómódba jutott parasztságnak érdeke lesz a rendszert támogatni.
Maga a cár és a nemesség nem értett egyet Sztolipin nyugatosító elképzeléseivel, így a miniszterelnök 1911-re teljesen elszigetelődött. Sztolipint 1911-ben, egy színházi előadás során, a cár jelenlétében meggyilkolták. A merényletet a legmagasabb körökből rendelhették meg, ugyanis a gyilkos, a magát egy kétnapos eszer párttagsági könyvvel igazoló Bogrov (amúgy egy gazdag kijevi zsidó fia, és addig inkább mint aranyifjú, sem mint forradalmár volt híres) a színházi belépőjét Kuljabkijtól, a helyi Ohrana parancsnokától kapta. Ezt a tényt bizonyíthatja az is, hogy Sztolipin halála után a miniszterelnök hatalmát jelentősen korlátozták.
1913-ban a cár elnökölt a Romanov-ház 300 éves jubileumi ünnepségein. A tömegek lelkesedése és fogadtatása megerősítette Miklóst abban a hitében, hogy a monarchia még mindig nagy népszerűségnek örvend a legtöbb orosznál.

### Raszputyin hatalma

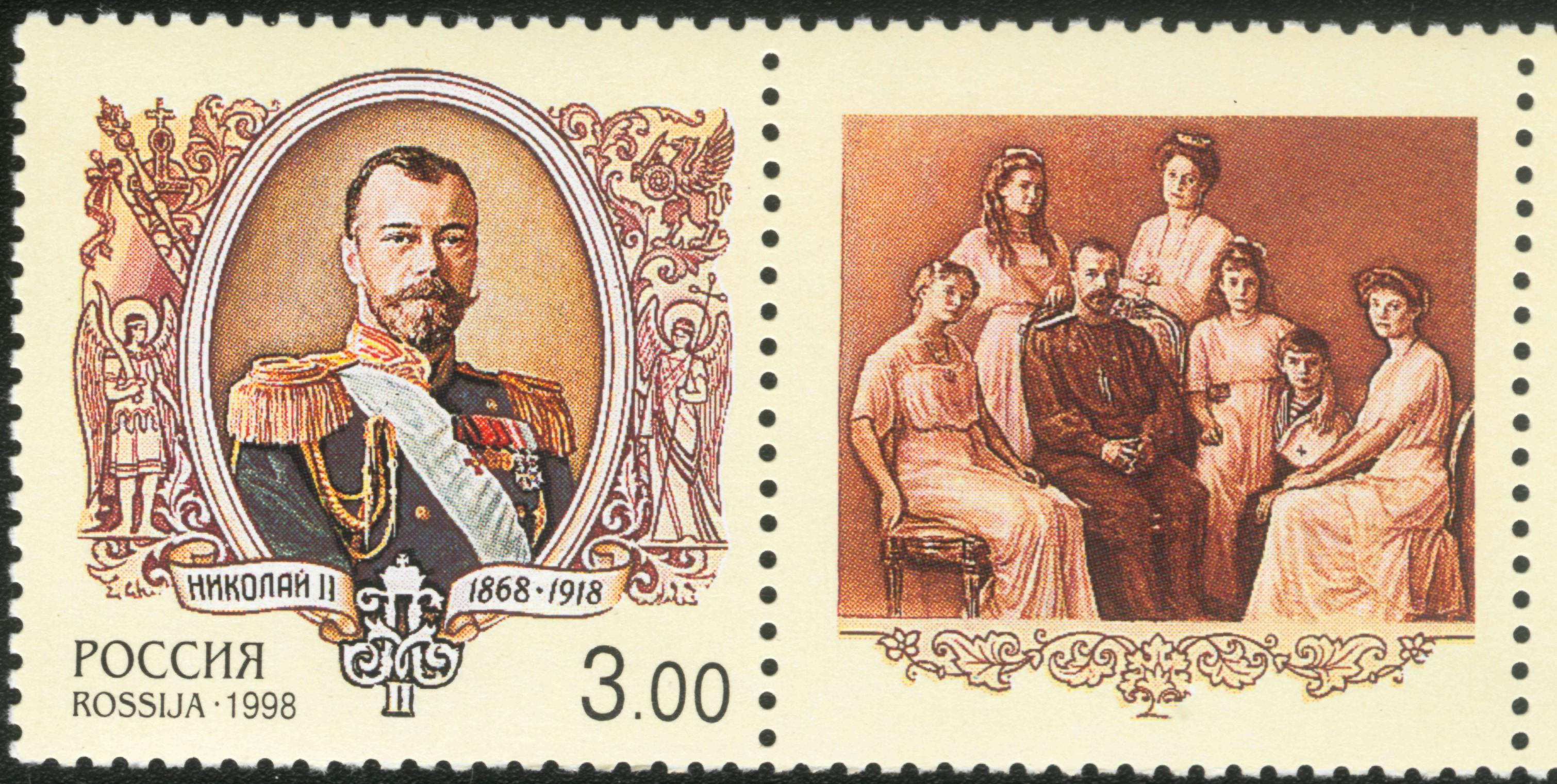
Orosz bélyeg a cárról és a családjáról 1998-ból

1905 októberében a cárnak és a cárnének bemutattak egy sztarecet (szent embert): Grigorij Raszputyint. Azt állították, hogy meg tudja gyógyítani Alekszejt, a vérzékenységben szenvedő trónörököst. Miklós és a felesége benne látta megtestesülni az orosz paraszti erényeket: a feltétlen istenhitet, és a cár iránti hűséget. Raszputyint az oroszok nem szerették, mert egy közönséges, hatalomvágyó csalónak tartották. Raszputyin elsősorban a cárné fölött rendelkezett jelentős hatalommal, egyetlen szavára akár egyházi személyeket is elbocsátottak a hivatalukból. A történészek ugyan szeretik eltúlozni Raszputyin politikai befolyását a cári párra, azonban hatalma Miklós és a cárné fölött széles körben ismertté vált, és aláásta az uralkodó hitelét.

## Az első világháború
A Japán elleni háború és az angolokkal kötött 1907-es egyezmény eredményeként Oroszország nem terjeszkedhetett tovább Közép-Ázsia felé. Az egyetlen esélyt a nagyhatalmi pozícióra a Balkán jelentette. Amikor 1914. június 28-án, Szarajevóban meggyilkolták Habsburg–Lotaringiai Ferenc Ferdinánd osztrák–magyar trónörököst és a feleségét, Miklós úgy vélte, elveszti a népe bizalmát, ha nem veti meg a lábát a Balkánon, így Szerbia mellé állt. Nem törődött azok véleményével (Raszputyint is beleértve), akik azt jósolták, hogy a háború véget vethet a Romanov-dinasztia uralmának. A Szerbia megsegítése miatt elrendelt mozgósításra válaszként 1914. augusztus 1-jén Németország hadat üzent Oroszországnak.

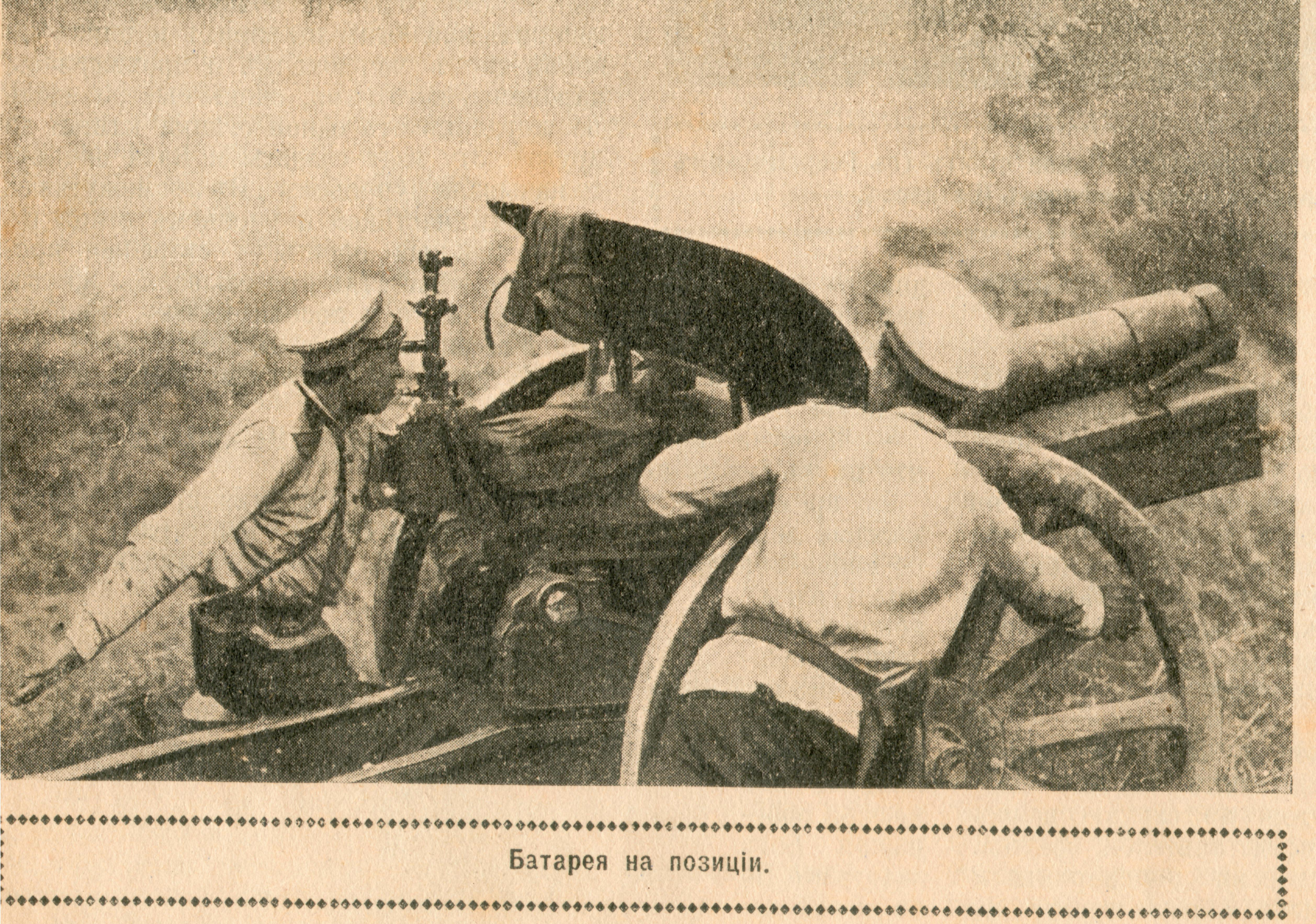
Orosz katonák az I. világháborúban, 1915-ben

A háború rövid távon – meglepő módon – hasznosnak bizonyult az ország számára. A háború hatására erős németellenesség jelentkezett, és a bolsevikoktól kezdve a liberálisokig mindenki afféle „keresztes hadjáratnak” tekintette a háborút. A háború azonban hosszabbra nyúlt, mint várták, és emiatt felszínre törtek az orosz hadsereg súlyos gyengeségei: az utánpótlások és a szakértelem hiánya, a szállítási és ellátási gondok.
1915 tavaszára a sajtó tele volt a kormány bírálatával. Miklós erre úgy reagált, hogy menesztette a népszerűtlenebb minisztereket, és Nyikolaj Nyikolajevics nagyherceg helyett ő maga állt a hadsereg élére. Ezzel ugyan előjött annak kockázata, hogy az esetleges kudarcok miatt őt fogják okolni, és folyamatosan távol tartotta a cárt a fővárostól.
Az események eleinte igazolták Miklós azon döntését, hogy nem osztja meg egyeduralmát. A jó érzékkel megáldott Alekszej Alekszejevics Bruszilov tábornok vezetésével az orosz csapatok 1916 nyarán ha nem is döntő, de fontos győzelmeket vívtak ki.
Oroszországban viszont tovább romlott a helyzet. A cárra egyre nagyobb befolyással bírt a cárné, aki amúgy sem örvendett nagy népszerűségnek, de német származása miatt még jobban a cári család ellen hangolta a közvéleményt. Nem volt titok, hogy a miniszterek kinevezése esetén nemegyszer a cárnéé a döntő szó. Ezenfelül Raszputyin szava is egyre többet nyomott a latban, mígnem végül a cár unokahúgának férje, Feliksz Juszupov herceg és pár barátja meggyilkolta Raszputyint Szentpétervárott. A nemesek és a jobboldali politikusok abban a meggyőződésben végeztek a „Gonosszal”, hogy ezzel megmenthetik a monarchiát. A nélkülözések, a nyomor, és az élelmiszerhiány addigra azonban teljesen a cár ellen fordította a közvéleményt.

## Februári forradalom
A Petrográdra keresztelt Szentpétervárott 1917. február 23-án és február 24-én (az új naptár szerint március 8-án és március 9-én) zavargások törtek ki. Február 25-én Miklós, aki a hadsereg mahiljovi főhadiszállásán tartózkodott, úgy ítélte meg a helyzetet, hogy a rend helyreállítására katonai erőre van szükség. A zavargások azonban folytatódtak. Miklós elrendelte, hogy küldjenek a frontról csapatokat a fővárosba, ő maga pedig vonaton Carszkoje Szelóba indult.
Február 27-én a duma ideiglenes bizottsága és a munkások tanácsa megegyezett egy ideiglenes kormány létrehozásáról. A hadsereg tábornokai úgy vélték, hogy a helyzetet csak Miklós oldhatja meg, méghozzá személyesen. Táviratot küldtek neki március 2-án Pszkovba, ahova a cár került a vonata eltérítése miatt. Miklós erre a maga és a fia nevében is lemondott az öccse, Mihail Alekszandrovics nagyherceg javára, aki azonban az ellenséges közvélemény hatására még aznap, március 3-án (az új naptár szerint március 16-án) lemondott a trónról. A cárizmus ezzel megszűnt létezni Oroszországban.

## Magánélete

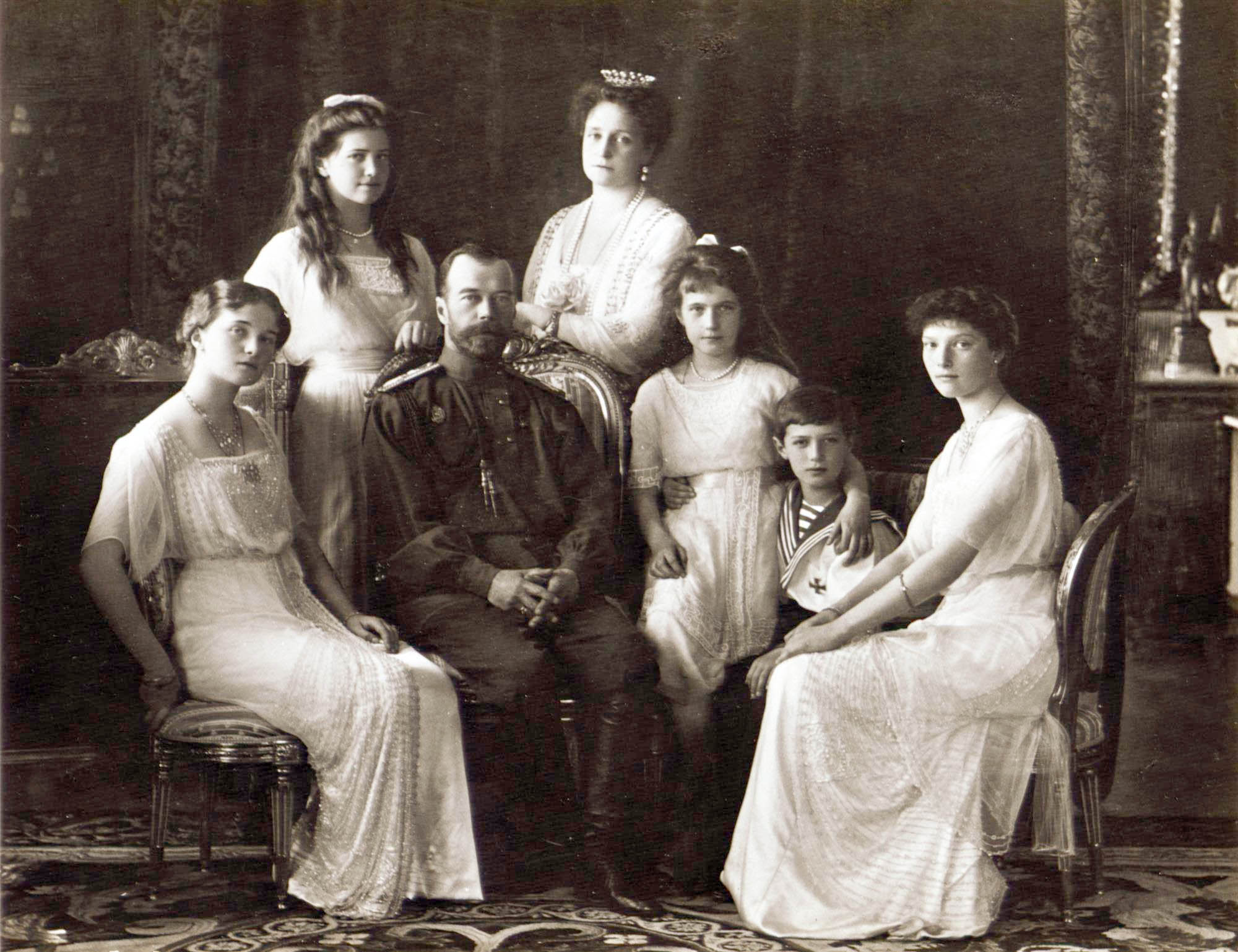
A cár és családja

II. Miklós fiatalon viszonyt folytatott egy lengyel balett-táncosnővel, Matilda Kseszinszkajával, ám miután eljegyezte Alix hesseni hercegnőt, véget vetett a viszonynak.
Alix, aki cárnéként az Alekszandra Fjodorovna nevet kapta, ugyanolyan félénk és visszahúzódó volt, mint a férje. Egyikük sem szerette Szentpétervárat, és nem tartották be az udvari etikettet sem. Miklós egyik kedvenc időtöltése a barkácsolás volt, de szívesen vett részt katonai díszszemléken is. Ez eléggé elidegenítette őt a nemességtől.

| „                                | II. Miklós kétségtelenül becsületes ember és jó családapa volt, de természettől fogva rendkívül gyenge akaratú. Nem készült fel az uralkodásra, és egy cseppet sem örült, amikor ennek terhe a nyakába szakadt… Miután lelkiismeretesen végighallgatta minisztereinek szokásos jelentéseit, melyek roppant untatták, kisietett a tárgyalóteremből a szabadba fát vágni; ez volt ugyanis kedvenc időtöltése. | ” |
| – Pavel Miljukov orosz történész | |   |

A cár a családjával leginkább a Carszkoje Szeló-i Sándor-palotában lakott, vagy Livádiában időztek.
A cárevics vérzékenysége óriási csapás volt Miklós és Alekszandra számára, mert ő volt az egyetlen örökösük. Megpróbálták titokban tartani a betegségét, de minden ember tudta, hogy a nagyherceg körül nincs minden rendben.

### Gyermekei

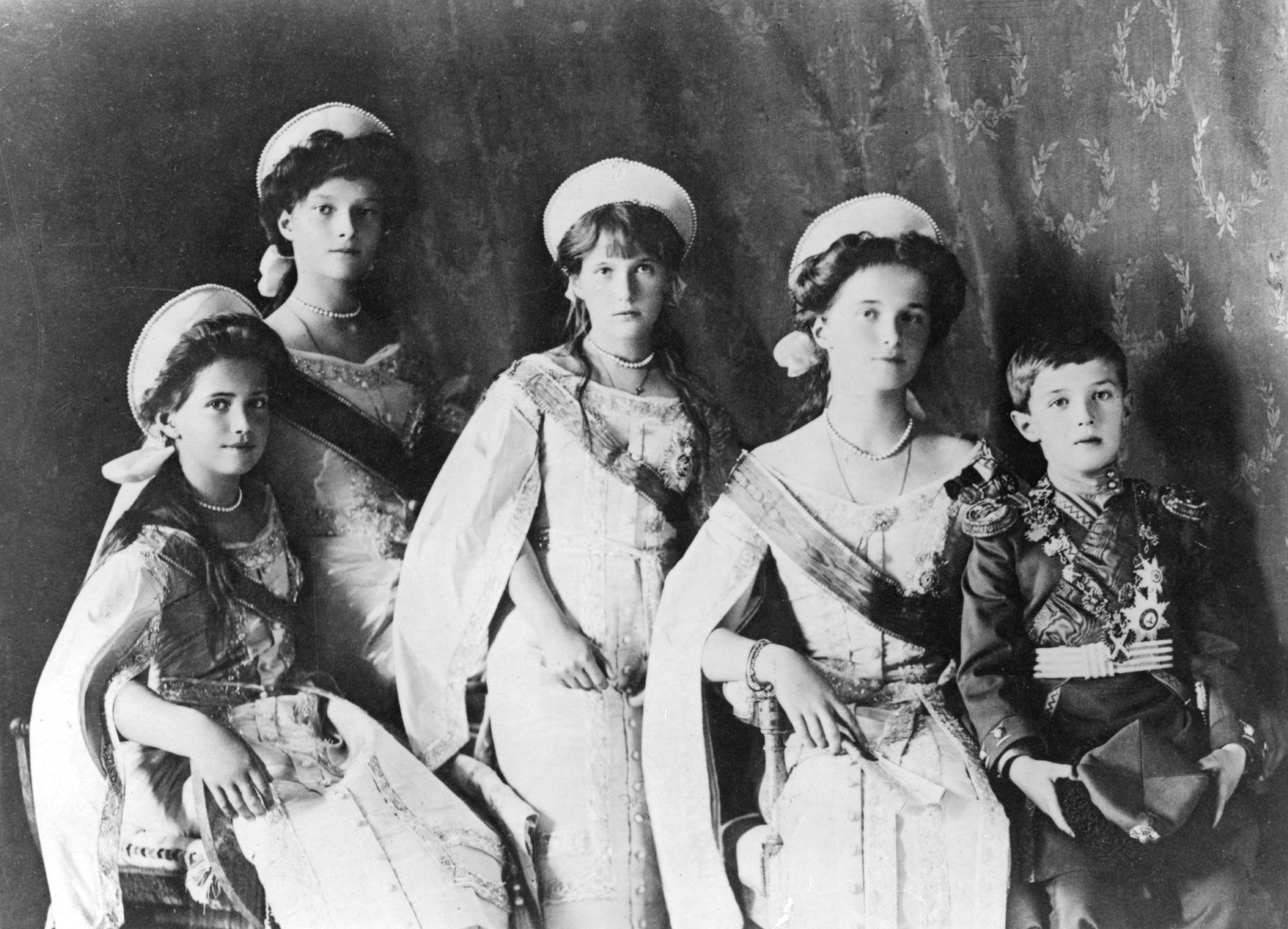
A cári gyermekek: Marija, Tatyjana, Anasztaszija, Olga és Alekszej 1910-ben

Miklósnak és Alekszandrának öt gyermeke született, ebből azonban négy lány volt. A női öröklést ellenző oroszok számára ez dinasztikus gondokat vetett fel, mert egy halálos baleset esetén nem lett volna egyenes ági trónörökös.
- Olga nagyhercegnő (1895–1918)
- Tatyjana nagyhercegnő (1897–1918)
- Marija nagyhercegnő (1899–1918)
- Anasztaszija nagyhercegnő (1901–1918)
- Alekszej nagyherceg (1904–1918).

## Fogság és halál
Miklós és családja a lemondását követően még öt hónapot töltött Carszkoje Szelóban az ideiglenes kormány foglyaként. A cári család méltósággal és zokszó nélkül viselte el sorsát. Az ideiglenes kormány nem tudott mihez kezdeni a foglyokkal, ezért megpróbálták rávenni Angliát, hogy fogadja be őket. A cár első unokatestvére, V. György brit király azonban attól tartott, hogy az orosz cári család befogadása diszkreditálná a monarchiát a brit munkások szemében, ezért elutasította a kérést.

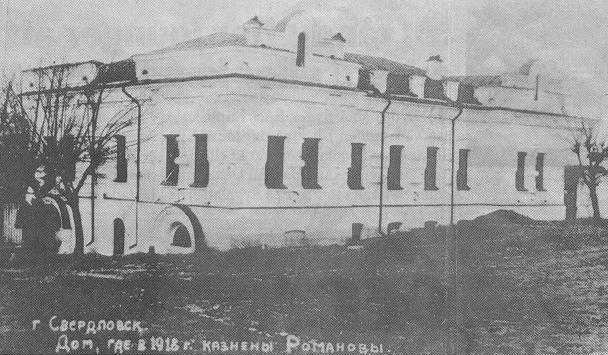
Az Ipatyev-ház Jekatyerinburgban

A családot „biztonságuk érdekében” 1917 nyarán a nyugat-szibériai Tobolszkba költöztették. Az októberi forradalom után a bolsevikok kezébe kerültek, akik talán a legjobban gyűlölték a cárt és családját.
1918 tavaszán a családot továbbköltöztették az uráli Jekatyerinburgba, egy mérnök birtokára, az Ipatyev-házba. 1918. július 16-áról július 17-ére virradóra a Jakov Jurovszkij vezette bolsevik őrzőosztag a moszkvai szovjet kormány legfelső szintű parancsa ellenére kivégezte az Ipatyev-ház pincéjében az egész családot, és a három főnyi személyzetet. Ezután a hullákat becsavarták a saját ágyneműjükbe, és teherautóval kivitték a közeli erdőbe. Itt savval leöntötték őket, és két testet elégettek, a többit pedig elásták.
A sajtó másnap hírt adott a cár kivégzéséről, de azt állították, hogy a cárnét és a gyermekeket élve továbbszállították egy biztonságosabb helyre, ahol nem lesz semmi bajuk. Ez később számos találgatásnak szolgáltatott alapot.[forrás?]
A kivégzést azzal indokolták, hogy a cárhoz hű seregek, a „fehérek” túl gyorsan közeledtek Jekatyerinburghoz, és ki akarták szabadítani a cárt. A város csak egy hónap múlva került a fehérek kezére, addigra a Romanov-család további 17 tagját ölték meg.

## Utóélete
1979-ben egy helybeli orosz történész, Alekszandr Avdonyin csontvázakat talált Jekatyerinburgtól körülbelül tizenhat kilométerre. A csontok DNS-ét megvizsgálták, és az eredmény alapján azonosították II. Miklóst, Alekszandra Fjodorovnát, Olgát, Tatyjanát és Anasztasziját, valamint az orvosukat és három cselédjüket. A hiányzó két csontvázra 2007 augusztusában bukkantak rá, és az első DNS-eredmények alapján azonosították, Marija és Alekszej földi maradványait is.
A Szovjetunióban sokáig nem volt szabad II. Miklósról beszélni, és aki mégis megtette, azt meghurcolták. Manapság az embereket egyre inkább érdekli az utolsó cár élete és családja. Az Oroszországba látogató turisták mindenfelé a cári családot ábrázoló képeket, babákat és egyéb apróbb ajándékokat látnak. Bár még ma is sokan elítélik II. Miklóst, ez a szemlélet egyre inkább kezd megváltozni, és az utolsó cárról kezd elterjedni az a nézet, hogy jó szándékú, de gyenge ember volt.
1981-ben a külföldi orosz ortodox egyházak mártírokká nyilvánították II. Miklóst, Alekszandrát és gyermekeiket. A maradványokat pontosan 80 évvel a kivégzésük után, 1998. július 17-én temették el a cárok hagyományos temetkezési helyén, a szentpétervári Péter–Pál-székesegyházban. 2000-ben az Orosz ortodox egyház is szentté avatta az utolsó cári családot.
2005-ben a Romanov család nevében a Spanyolországban élő Marija Vlagyimirovna nagyhercegnő kérvényt nyújtott be, hogy rehabilitálják a cárt és családját, a kérvényt 2007-ben elutasították. 2008-ban az ügy új fordulatot vett; az orosz legfelsőbb bíróság II. Miklóst és családját jogtiprás áldozatának ismerte el, és rehabilitálta.

## Galéria

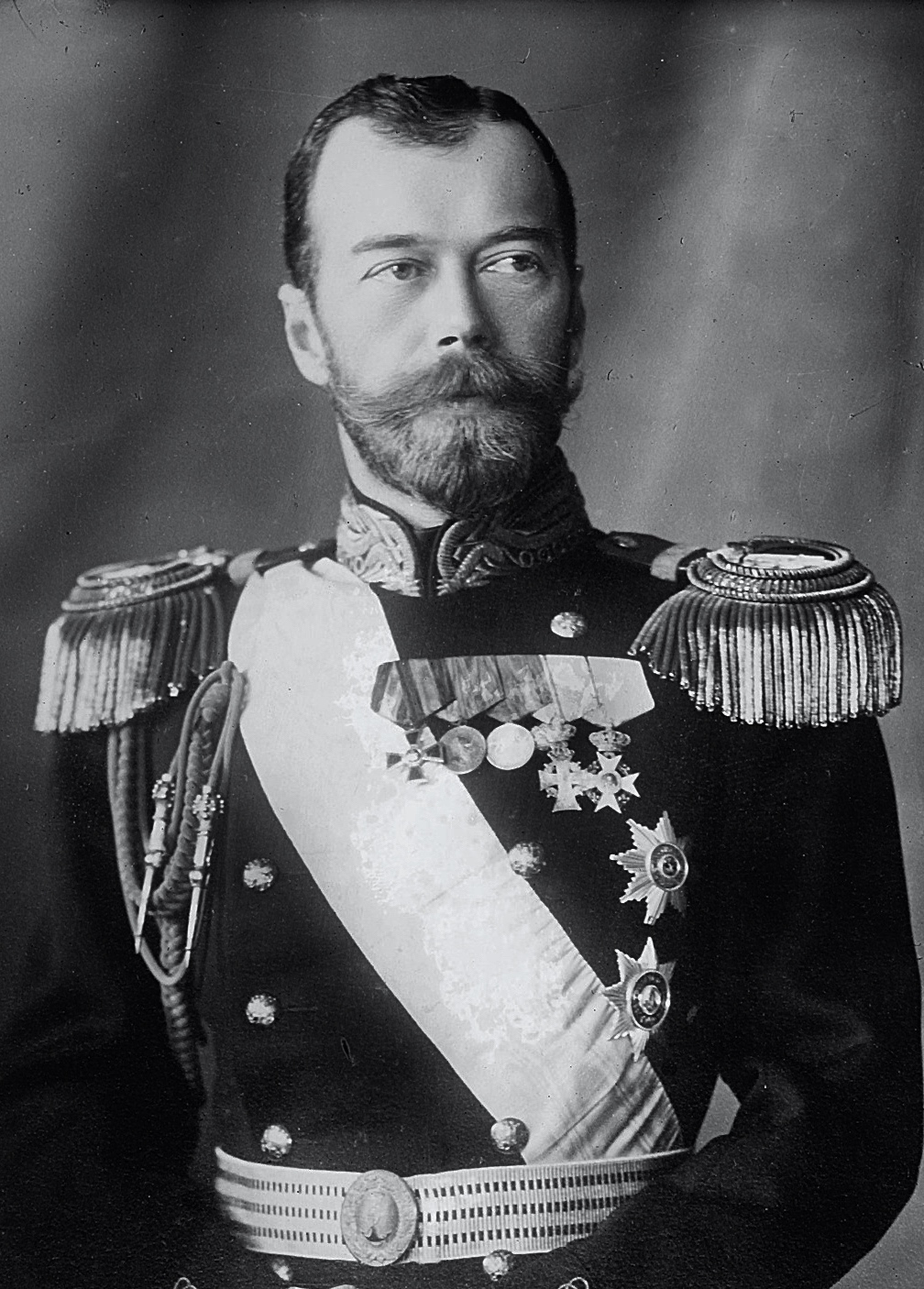
II. Miklós cár hivatalos uralkodói portréinak egyike, 1912-ből.
II. Miklós orosz cár uralkodói névjele, melyet széles körben használtak az orosz bankjegyeken és katonai egyenruhákon.
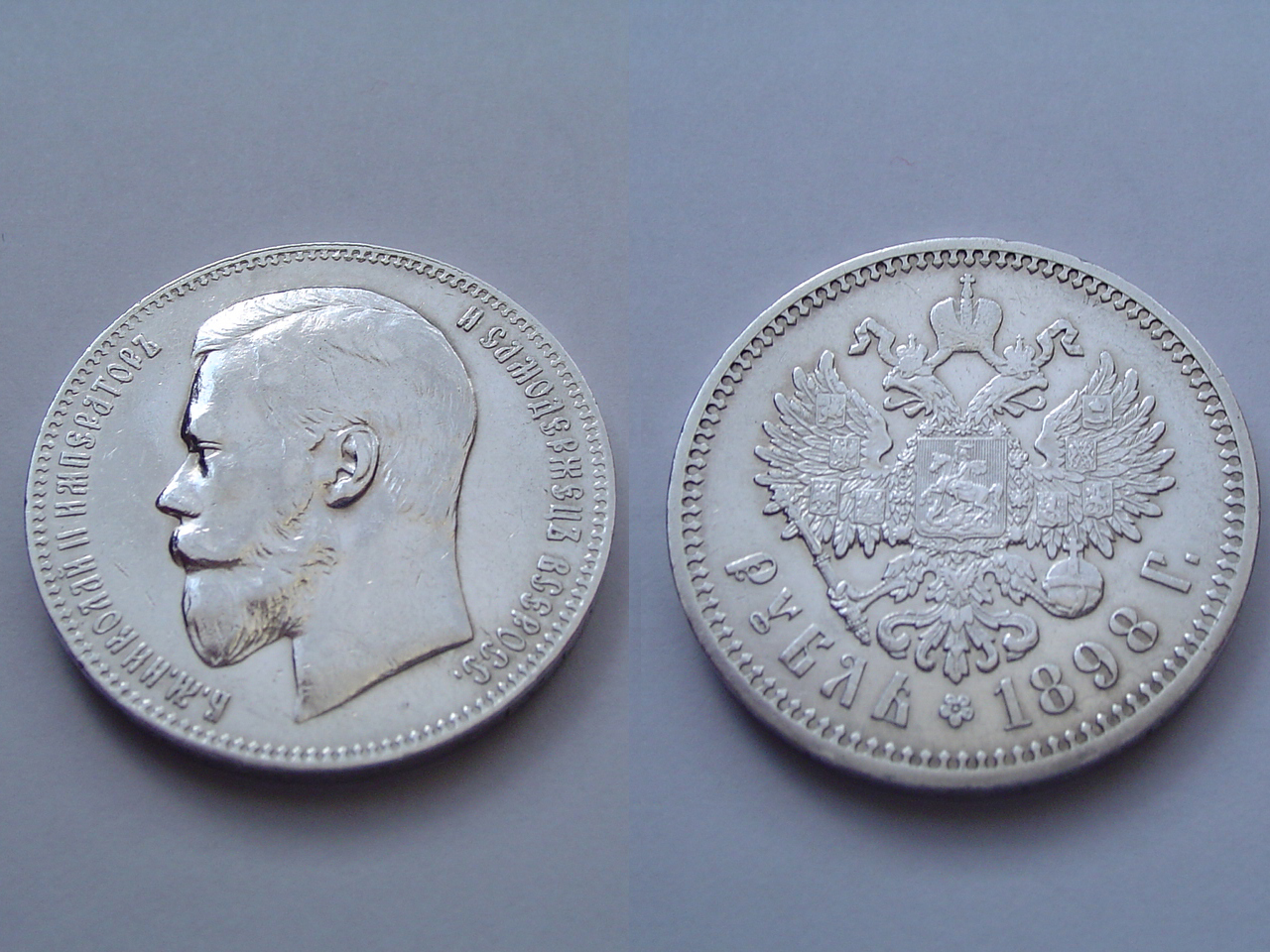
1 rubeles orosz ezüstérme, 1898-ból, előoldalán II. Miklós cár portréjával, hátoldalán az Orosz Birodalom címerével. Előoldali felirataː II. Miklós, Isten kegyelméből Oroszország császára és egyeduralkodója.
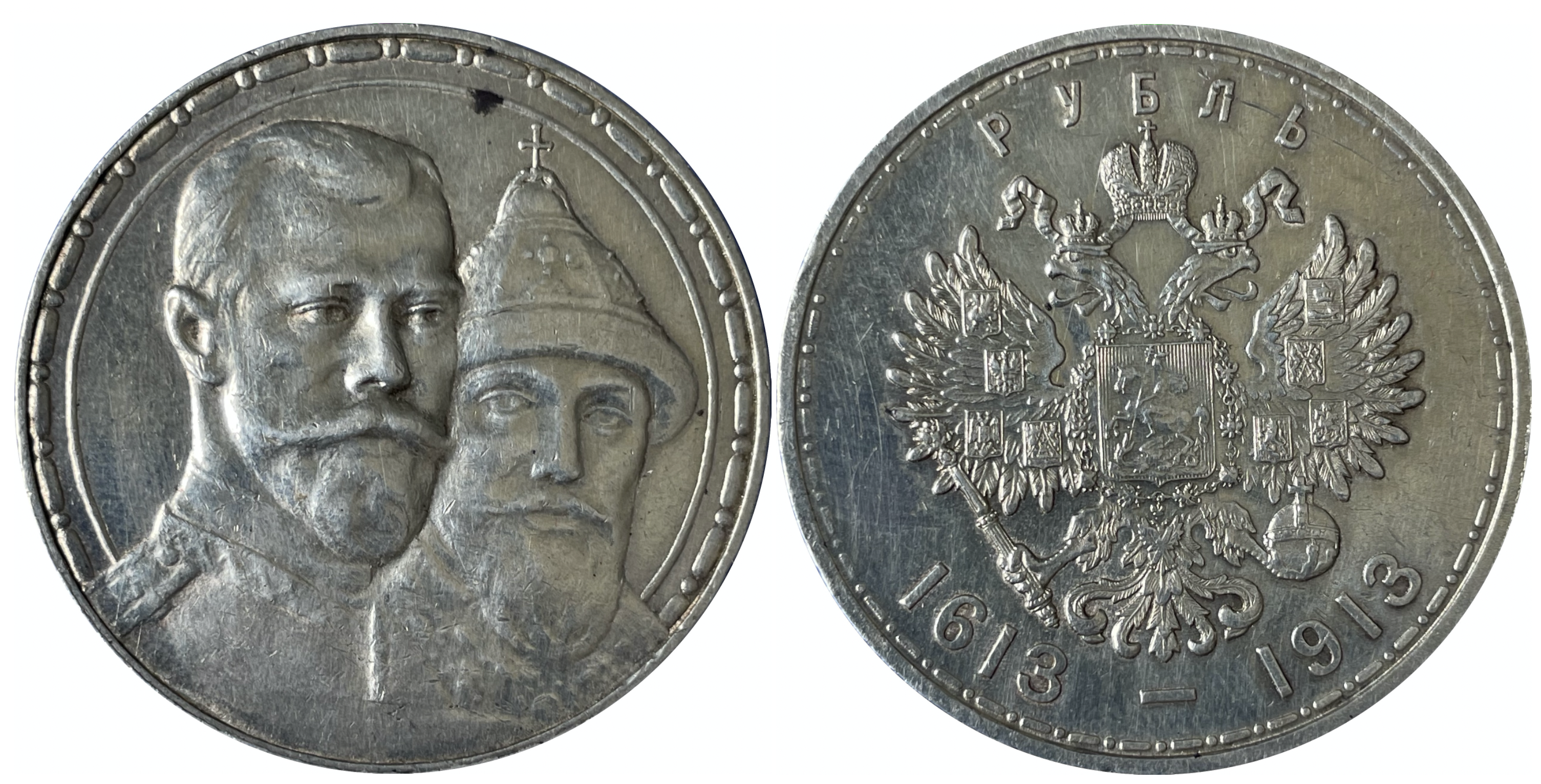
1 rubeles orosz ezüst emlékérme, 1913-ból, melyet a Romanov-ház trónra lépésének 300. évfordulójára adtak ki. előoldalán II. Miklós cár és Mihail Fjodorovics Romanov, a dinasztia első uralkodójának portréjával.
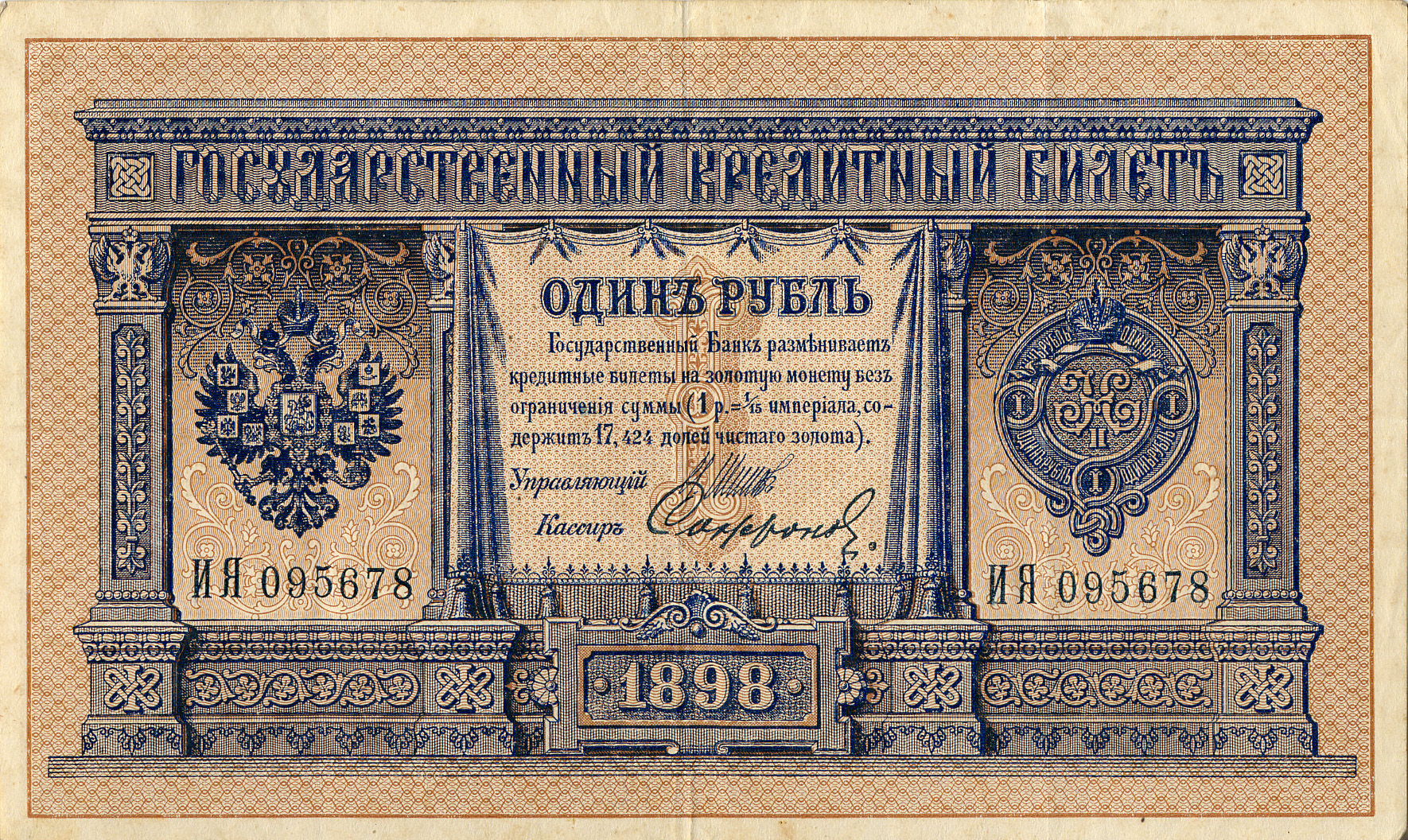
1 rubeles orosz bankjegy, 1898-as sorozat, II. Miklós cár koronás uralkodói névjelével a jobb oldalon.
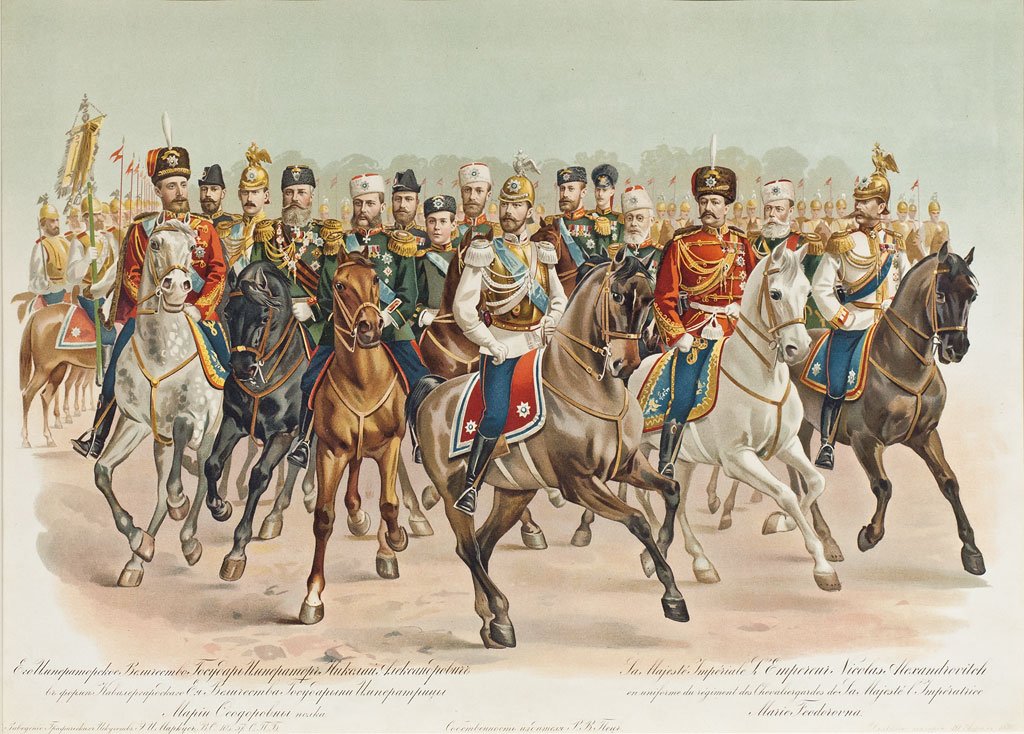
II. Miklós cár főtisztjeivel, 1896-ban. A cár Őfelsége Vértes Gárdazeredének díszegyenruháját viseli.